# Добужек-Колонія
Добужек-Колонія (пол. Dobużek-Kolonia) — село в Польщі, у гміні Лащів Томашівського повіту Люблінського воєводства.
Населення — 127 осіб (2011).
У 1975-1998 роках село належало до Замойського воєводства.

## Демографія
Демографічна структура станом на 31 березня 2011 року:
|          | Загалом | Допрацездатний вік | Працездатний вік | Постпрацездатний вік |
| -------- | ------- | ------------------ | ---------------- | -------------------- |
| Чоловіки | 66      | 4                  | 51               | 11                   |
| Жінки    | 61      | 6                  | 35               | 20                   |
| Разом    | 127     | 10                 | 86               | 31                   |